# 馬格尼西亞州
馬格尼西亞州（希臘語：Μαγνησία；maɣniˈsia）是希臘色薩利大區的一個州，東南臨帕加西蒂科斯灣，並包括了除斯基羅斯島以外的北斯波拉泽斯群岛。面積2,636平方公里，下分22市、4鎮，首府沃洛斯。
1947年自拉里薩州分出，2005年人口210,330人，在2011年卡利克拉提斯改革方案中，希腊所有州份被取消。馬格尼西亞州分为两个专区：马格尼西亚专区和斯波拉泽斯专区。